# Сильверстранд, Карл
Карл Йохан Сильверстранд (швед. Carl Johan Silfverstrand; 9 октября 1885, Хельсингборг, Мальмёхус — 2 января 1975, Хельсингборг, Мальмёхус) — шведский гимнаст и легкоатлет, чемпион летних Олимпийских игр 1912 года в командном первенстве по шведской системе. Участвовал также в 1908 году в Лондонской Олимпиаде в соревнованиях по прыжкам в длину, где занял 20-е место с результатом в 6,34 м. Чемпион Швеции по прыжкам в длину 1908 года.